# روش فروبینوس
در ریاضیات، روش فروبینوس، به نام فردیناند گئورگ فروبینوس نامگذاری شده‌است، که راهی‌ست برای یافتن جوابی با سری بی‌نهایت برای یک معادله دیفرانسیل مرتبه دوم به فرم
{\displaystyle z^{2}u''+p(z)zu'+q(z)u=0}
با
{\displaystyle u'\equiv {{du} \over {dz}}} و {\displaystyle u''\equiv {{d^{2}u} \over {dz^{2}}}}
در مجاورت نقطه تکینه منظم {\displaystyle z=0} . می‌توان به{\displaystyle z^{2}} تقسیم کرد برای بدست آوردن یک معادله دیفرانسیل به فرم
{\displaystyle u''+{p(z) \over z}u'+{q(z) \over z^{2}}u=0}
اگر p (z)/z یا q (z)/z 2 در z = ۰ تحلیلی نباشند با روش‌های سری توانی منظم قابل حل نیست. روش فروبینوس فرد را قادر می‌سازد برای چنین معادله دیفرانسیل یک راه حل سری توانی ایجاد کند، به شرطی که p (z) و q (z) خودشان در ۰ تحلیلی باشند یا در جای دیگر تحلیلی باشند، هر دو حد آنها در ۰ وجود دارد (و محدود هستند).

## توضیح
روش فروبینوس جستجوی راه حل سری توانی از این فرم است
{\displaystyle u(z)=z^{r}\sum _{k=0}^{\infty }A_{k}z^{k},\qquad (A_{0}\neq 0)}
مشتق‌گیری:
{\displaystyle u'(z)=\sum _{k=0}^{\infty }(k+r)A_{k}z^{k+r-1}}
{\displaystyle u''(z)=\sum _{k=0}^{\infty }(k+r-1)(k+r)A_{k}z^{k+r-2}}
جایگزینی مشتق‌های فوق در ODE اصلی ما:
{\displaystyle {\begin{aligned}&z^{2}\sum _{k=0}^{\infty }(k+r-1)(k+r)A_{k}z^{k+r-2}+zp(z)\sum _{k=0}^{\infty }(k+r)A_{k}z^{k+r-1}+q(z)\sum _{k=0}^{\infty }A_{k}z^{k+r}\\&=\sum _{k=0}^{\infty }(k+r-1)(k+r)A_{k}z^{k+r}+p(z)\sum _{k=0}^{\infty }(k+r)A_{k}z^{k+r}+q(z)\sum _{k=0}^{\infty }A_{k}z^{k+r}\\&=\sum _{k=0}^{\infty }[(k+r-1)(k+r)A_{k}z^{k+r}+p(z)(k+r)A_{k}z^{k+r}+q(z)A_{k}z^{k+r}]\\&=\sum _{k=0}^{\infty }\left[(k+r-1)(k+r)+p(z)(k+r)+q(z)\right]A_{k}z^{k+r}\\&=\left[r(r-1)+p(z)r+q(z)\right]A_{0}z^{r}+\sum _{k=1}^{\infty }\left[(k+r-1)(k+r)+p(z)(k+r)+q(z)\right]A_{k}z^{k+r}=0\end{aligned}}}
بیان
{\displaystyle r\left(r-1\right)+p\left(0\right)r+q\left(0\right)=I(r)}
به چندجمله‌ای نشان‌گر معروف است، که در r درجه دوم است تعریف کلی چندجمله‌ای نشانگر ضریب کمترین توان z در سری بی‌نهایت است. در این حالت این اتفاق می‌افتد که این ضریب rام باشد، اما ممکن است کمترین نماینده ممکن r -2، r -1 باشد یا، چیز دیگری بستگی به معادله دیفرانسیل داده شده دارد. این جزئیات مهم است که بخاطر داشته باشید. در روند همگام سازی تمام سری معادله دیفرانسیل برای شروع با همان مقدار شاخص (که در عبارت فوق k = ۱)، می‌تواند با عبارات پیچیده‌ای پایان یابد. با این حال، در حل برای ریشه‌های شاخص فقط توجه به ضریب کمترین توان z است.
با استفاده از این، عبارت کلی ضریب z k + r است
{\displaystyle I(k+r)A_{k}+\sum _{j=0}^{k-1}{(j+r)p^{(k-j)}(0)+q^{(k-j)}(0) \over (k-j)!}A_{j},}
این ضرایب باید صفر باشند، زیرا باید جواب‌های معادله دیفرانسیل باشند، بنابراین
{\displaystyle I(k+r)A_{k}+\sum _{j=0}^{k-1}{(j+r)p^{(k-j)}(0)+q^{(k-j)}(0) \over (k-j)!}A_{j}=0}
{\displaystyle \sum _{j=0}^{k-1}{(j+r)p^{(k-j)}(0)+q^{(k-j)}(0) \over (k-j)!}A_{j}=-I(k+r)A_{k}}
{\displaystyle {1 \over -I(k+r)}\sum _{j=0}^{k-1}{(j+r)p^{(k-j)}(0)+q^{(k-j)}(0) \over (k-j)!}A_{j}=A_{k}}
جواب سری با Ak بالا،
{\displaystyle U_{r}(z)=\sum _{k=0}^{\infty }A_{k}z^{k+r}}
راضی می‌کند
{\displaystyle z^{2}U_{r}(z)''+p(z)zU_{r}(z)'+q(z)U_{r}(z)=I(r)z^{r}}

## مثال
بگذارید حل کنیم
{\displaystyle z^{2}f''-zf'+(1-z)f=0\,}
تقسیم بر روی z 2 می‌دهد
{\displaystyle f''-{1 \over z}f'+{1-z \over z^{2}}f=f''-{1 \over z}f'+\left({1 \over z^{2}}-{1 \over z}\right)f=0}
که دارای تکینگی لازم در است z = ۰
استفاده از راه‌حل سری
{\displaystyle {\begin{aligned}f&=\sum _{k=0}^{\infty }A_{k}z^{k+r}\\f'&=\sum _{k=0}^{\infty }(k+r)A_{k}z^{k+r-1}\\f''&=\sum _{k=0}^{\infty }(k+r)(k+r-1)A_{k}z^{k+r-2}\end{aligned}}}
حالا، با جایگزین‌کردن
{\displaystyle {\begin{aligned}\sum _{k=0}^{\infty }&(k+r)(k+r-1)A_{k}z^{k+r-2}-{\frac {1}{z}}\sum _{k=0}^{\infty }(k+r)A_{k}z^{k+r-1}+\left({\frac {1}{z^{2}}}-{\frac {1}{z}}\right)\sum _{k=0}^{\infty }A_{k}z^{k+r}\\&=\sum _{k=0}^{\infty }(k+r)(k+r-1)A_{k}z^{k+r-2}-{\frac {1}{z}}\sum _{k=0}^{\infty }(k+r)A_{k}z^{k+r-1}+{\frac {1}{z^{2}}}\sum _{k=0}^{\infty }A_{k}z^{k+r}-{\frac {1}{z}}\sum _{k=0}^{\infty }A_{k}z^{k+r}\\&=\sum _{k=0}^{\infty }(k+r)(k+r-1)A_{k}z^{k+r-2}-\sum _{k=0}^{\infty }(k+r)A_{k}z^{k+r-2}+\sum _{k=0}^{\infty }A_{k}z^{k+r-2}-\sum _{k=0}^{\infty }A_{k}z^{k+r-1}\\&=\sum _{k=0}^{\infty }(k+r)(k+r-1)A_{k}z^{k+r-2}-\sum _{k=0}^{\infty }(k+r)A_{k}z^{k+r-2}+\sum _{k=0}^{\infty }A_{k}z^{k+r-2}-\sum _{k-1=0}^{\infty }A_{k-1}z^{k-1+r-1}\\&=\sum _{k=0}^{\infty }(k+r)(k+r-1)A_{k}z^{k+r-2}-\sum _{k=0}^{\infty }(k+r)A_{k}z^{k+r-2}+\sum _{k=0}^{\infty }A_{k}z^{k+r-2}-\sum _{k=1}^{\infty }A_{k-1}z^{k+r-2}\\&=\left\{\sum _{k=0}^{\infty }\left((k+r)(k+r-1)-(k+r)+1\right)A_{k}z^{k+r-2}\right\}-\sum _{k=1}^{\infty }A_{k-1}z^{k+r-2}\\&=\left\{\left(r(r-1)-r+1\right)A_{0}z^{r-2}+\sum _{k=1}^{\infty }\left((k+r)(k+r-1)-(k+r)+1\right)A_{k}z^{k+r-2}\right\}-\sum _{k=1}^{\infty }A_{k-1}z^{k+r-2}\\&=(r-1)^{2}A_{0}z^{r-2}+\left\{\sum _{k=1}^{\infty }(k+r-1)^{2}A_{k}z^{k+r-2}-\sum _{k=1}^{\infty }A_{k-1}z^{k+r-2}\right\}\\&=(r-1)^{2}A_{0}z^{r-2}+\sum _{k=1}^{\infty }\left((k+r-1)^{2}A_{k}-A_{k-1}\right)z^{k+r-2}\end{aligned}}}
از ۰=2(r - 1) ریشه مضاعف را ۱ می‌گیریم. با استفاده از این ریشه، مجموعه ضریب zk + r − 2 را صفر می‌کنیم (برای این که یک جواب باشد)، که به ما می‌دهد:
{\displaystyle (k+1-1)^{2}A_{k}-A_{k-1}=k^{2}A_{k}-A_{k-1}=0}
از این رو رابطه بازگشتی را داریم:
{\displaystyle A_{k}={\frac {A_{k-1}}{k^{2}}}}
با توجه به برخی شرایط اولیه، ما می‌توانیم بازگشتی را به‌طور کامل حل کنیم یا یک جواب را به صورت سری توانی بدست آوریم.
از آنجا که نسبت ضرایب {\displaystyle A_{k}/A_{k-1}} یک تابع گویا است، سری توانی را می‌توان به عنوان یک سری تعمیم‌یافته فوق‌هندسی نوشت.